# Jean-Christian Michel
Jean-Christian Michel (1938–) francia zeneszerző és klarinétművész. Hatott rá a dzsessz, de a barokk zene is, különösen Johann Sebastian Bach.

## A kezdetek
Algírban Louis Armstrong, Johnny Dodds, Sidney Bechet és Claude Luter zenéjének hallgatása indította arra, hogy eljegyezze magát a dzsessz műfajával, és 1956-ban megalakította első trióját. Másodéves orvostanhallgató korában alapította meg az első egyetemi dzsesszklubot, és 1961-ben az algériai diákok szövetségének rendezvényein (AGEA) játszott, majd nyaranta az oráni metropoliszban közlekedő hajójáratokon zenélt.
1960 és 1962 között Jean-Christian Michel három New Orleans-i jazz stílusban készült EP-albummal jelentkezett az ICAL kiadónál, amelyen többek között Alain Foradelles (kornett), Roger Soirat (harsona), Jacques Vernier vagy Mylène Bartholomot (zongora), Claude Joe (basszusgitár), François Laffargue vagy Bernard Artault (dobok) társaságában játszott. Ettől kezdve 1969-ig rendszeresen vagy alkalmanként olyan nagy nevekkel zenélt együtt, mint Mezz Mezzrow, Duke Ellington, Kansas Fields, Stéphane Grappelli, Peanuts Holland, Claude Luter, Maxim Saury, Michel Attenoux, Armand Gordon, Chris Barber, Jimmy Smith...

## Az 1960-as és 1970-es évek
Franciaországba visszatérve folytatta orvosi tanulmányait, s Marseille-ben diplomáját is megszerezte. Eközben költségei fedezésére dolgoznia is kellett. Léo Missir, a Barclay kiadó művészeti igazgatója figyelt fel rá, foglalkoztatta, s így 1968 és 1972 között lemezfelvételei és koncertjei jelentősen megszaporodtak. Különösen kiemelkedett egyedülálló stílusa miatt, ugyanis a dzsessz és a szakrális zene ötvözésével egy új irányzatot indított el. Olyan amerikai zenészekkel vette körül magát, mint Kenny Clarke (akivel tíz évig játszott együtt), vagy olyan francia zenészekkel, mint Monique Thus orgonista (akivel megalapította a „Quatuor avec orgue” [Kvartett orgonával] együttest), vagy Daniel Humair, Willy Lockwood, Guy Pedersen és Henri Texier.
Zenéje átütő sikert aratott, 1969-ben a francia lemezeladási listán az első három helyig futott fel. Pályafutása során tucatnyi arany- és platinalemezt nyert.
Jean-Christian Michel számos kiadóval szerződött, s jelentetett meg lemezeket, mint például: a Riviera, a Barclay, a General Records, a Carrère, a CBS, a Sony Music, az EMI, az Arcade, a 100% és a Metronome Records GmbH.

## Stílusa
Zenéjét, amely a dzsesszt és a szakrális zenét ötvözte, Johann Sebastian Bach munkássága és az eredeti fekete dzsessz frazeálása ihlette. Leggyakrabban templomokban lép fel, és indulásától kezdve a dzsessz és a klasszikus zenei felfogástól, annak színpadi tolmácsolásától távol álló művész maradt, népszerűsége más crossover művészekhez hasonlítható, mint például Jacques Loussier vagy az amerikai zongorista John Lewis, a Modern Jazz Quartet alapítója.
Az 1980-as évektől kezdve zenéje új hangszínekkel, kidolgozottabb ritmusokkal és a számítógépes zenei technológia közreműködésével gazdagodott. 1983-tól „hang és fény” koncerteket adott lézerrel és hologramokkal színesítve.

## Kitüntetések, tagságok
A „Société des auteurs, compositeurs et éditeurs de musique” (SACEM) tagja 1967 óta zeneszerzőként, 1974-től pedig teljes jogú taggá választották. 2016-ban 50 éves tagságáért kitüntetést vehetett át.
Számos jótékonysági koncertet is adott. 1974-ben VI. Pál pápa két gratuláló levelet küldött neki, amelyek közül az egyikhez ezüstérmet is mellékelt.
1986-ban Jean-Christian Michel megkapta a Tudományos és Egészségügyi Intézet „Orvostudomány és kultúra” díját, melyet olyan zsűri ítélt meg, melyben hat Nobel-díjas foglalt helyet.
Orvosi diplomával rendelkezik, és 2010 óta a metzi „Groupe de recherche et d'études sur le stress et la santé” egyesület védnöke.
A hegymászás szerelmese, 1974-ben részt vett a nepáli Taboche-csúcs első megmászásában, Yannick Seigneur hegymászó csapatának orvosaként.
Magánpilóta-engedéllyel is rendelkezik.

## Diszkográfia
- 1966 : Requiem, kvartett orgonával, Riviera lemezkiadó[9]
- 1968 : Aranjuez, Riviera lemezkiadó
- 1968 : Musique Sacrée, kvartett orgonával (Kenny Clarke-kal), Riviera lemezkiadó
- 1970 : Crucifixus, Riviera lemezkiadó
- 1972 : JQM (Kenny Clarke-kel), Metronome Records
- 1972 : Les chemins de Repentance (Kenny Clarke-kal)
- 1973 : Le Cœur des Étoiles (Daniel Humairrel), Metronome
- 1974 : Vision d’Ézéchiel (Daniel Humairrel), General Records
- 1975 : Ouverture Spatiale (Kenny Clarke-kal), General Records
- 1977 : Ève des Origines (Kenny Clarke-kal), General Records
- 1978 : Port-Maria (Kenny Clarke-kal), General Records
- 1980 : Lumière, General Records (újrakiadása 1981 Musique de Lumière címmel (Daniel Humairrel), CBS)
- 1981 : Disque d'Or, General Records
- 1983 : En concert, Auvidis
- 1987 : Vif-Obscur, EMI
- 1991 : Les Années-Lumière, General Records
- 1994 : Cathédrales de Lumière, Arcade
- 2002 : Jean-Christian Michel Plays Jazz, General Records
- 2004 : Aranjuez (Nicolas de Angelis-zel), General Records
- 2005 : Portail de l'Espace, General Records
- 2006 : J.S. Bach Transcriptions, General Records
- 2007 : Live Concert, General Records
- 2008 : Requiem - Nouveaux arrangements, General Records
- 2010 : Imaginaire DVD

## Fordítás
Ez a szócikk részben vagy egészben  a   Jean-Christian Michel című francia Wikipédia-szócikk ezen változatának fordításán alapul.  Az eredeti cikk szerkesztőit annak laptörténete sorolja fel. Ez a jelzés csupán a megfogalmazás eredetét és a szerzői jogokat jelzi, nem szolgál a cikkben szereplő információk forrásmegjelöléseként.